# Alexis Herrera
Alexis Adrián Herrera Hernández (Venezuela - 21 de diciembre de 1989) es un árbitro de fútbol venezolano internacional desde 2017 y arbitra en la Primera División de Venezuela.

## Carrera

### Torneos de selecciones
Ha arbitrado en los siguientes torneos de selecciones nacionales:
- Campeonato Sudamericano de Fútbol Sub-20[3]
- Copa Mundial de Fútbol Sub-20 en el 2019 en Polonia[4]
- Copa América 2019[5]

### Torneos de clubes
Ha arbitrado en los siguientes torneos de internacionales de clubes:
- Copa Sudamericana[3]
- Copa Libertadores de América[3]
- Copa Libertadores Sub-20[3]